# Cantone di Saint-Bonnet-le-Château
Il Cantone di Saint-Bonnet-le-Château era una divisione amministrativa dell'arrondissement di Montbrison.
È stato soppresso a seguito della riforma complessiva dei cantoni del 2014, che è entrata in vigore con le elezioni dipartimentali del 2015.
Comprendeva i comuni di:
- Aboën
- Apinac
- Estivareilles
- Merle-Leignec
- Rozier-Côtes-d'Aurec
- Saint-Bonnet-le-Château
- Saint-Hilaire-Cusson-la-Valmitte
- Saint-Maurice-en-Gourgois
- Saint-Nizier-de-Fornas
- La Tourette
- Usson-en-Forez